# IDrive

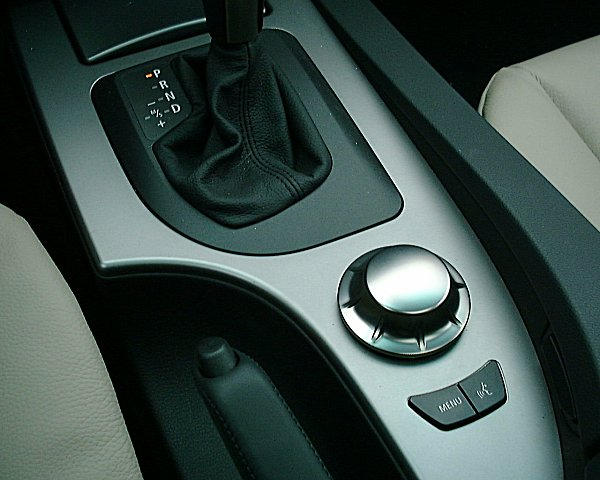
Pokrętło iDrive

iDrive – system sterowania elektronicznymi funkcjami samochodu zastosowany od 2001 r. w samochodach marki BMW
Składa się on z monitora LCD zamontowanego na desce rozdzielczej oraz pokrętła umieszczonego na środkowym tunelu.